# 3-я сессия Комитета всемирного наследия ЮНЕСКО
3-я сессия Комитета всемирного наследия ЮНЕСКО проходила с 22 по 26 октября 1979 года в Каире и Луксоре (Египет). Было подано 45 объектов. Таким образом, общее число достигло 57 (42 объекта культурного наследия, 13 природного наследия и 2 места смешанного типа).

## Объекты, внесённые в список всемирного наследия
| #  | Изображение | Официальное название (на русском и английском языках) | Местоположение (на момент включения) | № объекта                                                 | Критерии             |
| -- | ----------- | --- | ------------------------------------ | --------------------------------------------------------- | -------------------- |
| 1  |             | Раннехристианские памятники в Абу-Мена Abu Mena | Египет                               | 90 Архивная копия от 25 декабря 2018 на Wayback Machine   | iv                   |
| 2  |             | Амфитеатр в Эль-Джеме Amphitheatre of El Jem | Тунис                                | 38 Архивная копия от 25 декабря 2018 на Wayback Machine   | iv, vi               |
| 3  |             | Старый город в Дамаске Ancient City of Damascus | Сирия                                | 20 Архивная копия от 25 декабря 2018 на Wayback Machine   | i, ii, iii, iv, vi   |
| 4  |             | Древние Фивы с их некрополями Ancient Thebes with its Necropolis | Египет                               | 87 Архивная копия от 13 августа 2017 на Wayback Machine   | i, iii, vi           |
| 5  |             | Город Антигуа-Гватемала (Старая Гватемала) Antigua Guatemala | Гватемала                            | 65 Архивная копия от 24 декабря 2018 на Wayback Machine   | ii, iii, iv          |
| 6  |             | Руины Карфагена Archaeological Site of Carthage | Тунис                                | 37 Архивная копия от 25 декабря 2018 на Wayback Machine   | ii, iii, vi          |
| 7  |             | Концлагерь Освенцим (Аушвиц) Auschwitz Birkenau German Nazi Concentration and Extermination Camp (1940—1945)                                                                           | Польша                               | 31 Архивная копия от 11 июля 2017 на Wayback Machine      | vi                   |
| 8  |             | Беловежская пуща Bialowieza Forest | Польша                               | 33 Архивная копия от 11 июля 2017 на Wayback Machine      | vii                  |
| 9  |             | Боянская церковь (София) Boyana Church | Болгария                             | 42 Архивная копия от 11 июля 2017 на Wayback Machine      | ii, iii              |
| 10 |             | Старый портовый квартал Брюгген (город Берген) Bryggen | Норвегия                             | 59 Архивная копия от 11 июля 2017 на Wayback Machine      | iii                  |
| 11 |             | Кафедральный собор в городе Шартр Chartres Cathedral | Франция                              | 81 Архивная копия от 18 января 2018 на Wayback Machine    | i, ii, iv            |
| 12 |             | Провинциальный парк Дайносор Dinosaur Provincial Park | Канада                               | 71 Архивная копия от 24 декабря 2018 на Wayback Machine   | vii, viii            |
| 13 |             | Национальный парк Эверглейдс Everglades National Park | США                                  | 76 Архивная копия от 24 декабря 2018 на Wayback Machine   | viii, ix, x          |
| 14 |             | Крепость Фасил-Гебби, район города Гондэр Fasil Ghebbi, Gondar Region | Эфиопия                              | 19 Архивная копия от 5 декабря 2016 на Wayback Machine    | ii, iii              |
| 15 |             | Национальный парк Гранд-Каньон Grand Canyon National Park | США                                  | 75 Архивная копия от 24 декабря 2018 на Wayback Machine   | vii, viii, ix, x     |
| 16 |             | Форты и замки Вольты, Большой Аккры, Центрального и Западного регионов Forts and Castles, Volta, Greater Accra, Central and Western Regions                                            | Гана                                 | 34 Архивная копия от 9 декабря 2016 на Wayback Machine    | vi                   |
| 17 |             | Исламский Каир Historic Cairo | Египет                               | 89 Архивная копия от 25 декабря 2018 на Wayback Machine   | i, v, vi             |
| 18 |             | Исторический центр города Сплит с дворцом Диоклетиана Historical Complex of Split with the Palace of Diocletian                                                                        | Югославия                            | 97 Архивная копия от 11 июля 2017 на Wayback Machine      | ii, iii, iv          |
| 19 |             | Индепенденс-холл (город Филадельфия) Independence Hall | США                                  | 78 Архивная копия от 24 декабря 2018 на Wayback Machine   | vi                   |
| 20 |             | Долина Катманду Kathmandu Valley | Непал                                | 121 Архивная копия от 26 декабря 2018 на Wayback Machine  | iii, iv, vi          |
| 21 |             | Парки и резерваты Клуэйн, Рангел — Сент-Элайас, Глейшер-Бей и Татшеншини-Алсек Kluane / Wrangell — St. Elias / Glacier Bay / Tatshenshini-Alsek                                        | Канада · США                         | 72 Архивная копия от 24 декабря 2018 на Wayback Machine   | vii, viii, ix, x     |
| 22 |             | Мадарский всадник Madara Rider | Болгария                             | 43 Архивная копия от 11 июля 2017 на Wayback Machine      | i, iii               |
| 23 |             | Медина (старая часть) города Тунис Medina of Tunis | Тунис                                | 36 Архивная копия от 25 декабря 2018 на Wayback Machine   | ii, iii, v           |
| 24 |             | Площадь Имама в городе Исфахан Meidan Emam, Esfahan | Иран                                 | 115 Архивная копия от 5 июля 2017 на Wayback Machine      | i, v, vi             |
| 25 |             | Мемфис и его некрополи — район пирамид от Гизы до Дахшура Memphis and its Necropolis — the Pyramid Fields from Giza to Dahshur                                                         | Египет                               | 86 Архивная копия от 25 декабря 2018 на Wayback Machine   | i, iii, vi           |
| 26 |             | Ансамбль Мон-Сен-Мишель с заливом Mont-Saint-Michel and its Bay | Франция                              | 80 Архивная копия от 24 мая 2011 на Wayback Machine       | i, iii, vi           |
| 27 |             | Город Охрид и озеро — культурно-исторические достопримечательности и природная среда Natural and Cultural Heritage of the Ohrid region                                                 | Югославия                            | 99 Архивная копия от 14 июля 2019 на Wayback Machine      | i, iii, iv, vii      |
| 28 |             | Природный и культурно-исторический район Котор Natural and Culturo-Historical Region of Kotor (объект также внесён в список всемирного наследия, находящегося под угрозой уничтожения) | Югославия                            | 125 Архивная копия от 2 октября 2017 на Wayback Machine   | i, ii, iii, iv       |
| 29 |             | Охраняемая область Нгоронгоро Ngorongoro Conservation Area | Танзания                             | 39 Архивная копия от 7 мая 2019 на Wayback Machine        | iv, vii, viii, ix, x |
| 30 |             | Памятники Нубии от Абу-Симбел до Филэ Nubian Monuments from Abu Simbel to Philae | Египет                               | 88 Архивная копия от 25 декабря 2018 на Wayback Machine   | i, iii, vi           |
| 31 |             | Старый город в Дубровнике Old City of Dubrovnik | Югославия                            | 95 Архивная копия от 9 апреля 2017 на Wayback Machine     | i, iii, iv           |
| 32 |             | Дворец и парк в Версале Palace and Park of Versailles | Франция                              | 83 Архивная копия от 11 июля 2017 на Wayback Machine      | i, ii, vi            |
| 33 |             | Древний город Персеполь Persepolis | Иран                                 | 114 Архивная копия от 19 сентября 2017 на Wayback Machine | i, iii, vi           |
| 34 |             | Национальный парк «Плитвицкие озера» Plitvice Lakes National Park | Югославия                            | 98 Архивная копия от 19 апреля 2017 на Wayback Machine    | vii, viii, ix        |
| 35 |             | Наскальные рисунки в пещерах по реке Везер Prehistoric Sites and Decorated Caves of the Vézère Valley                                                                                  | Франция                              | 85 Архивная копия от 11 июля 2017 на Wayback Machine      | i, iii               |
| 36 |             | Наскальная живопись в Валь-Камонике Rock Drawings in Valcamonica | Италия                               | 94 Архивная копия от 11 июля 2017 на Wayback Machine      | iii, vi              |
| 37 |             | Скальные церкви у села Иваново Rock-Hewn Churches of Ivanovo | Болгария                             | 45 Архивная копия от 11 июля 2017 на Wayback Machine      | ii, iii              |
| 38 |             | Национальный парк Сагарматха (район горы Эверест) Sagarmatha National Park | Непал                                | 120 Архивная копия от 26 декабря 2018 на Wayback Machine  | vii                  |
| 39 |             | Древний город Стари-Рас и монастырь Сопочани Stari Ras and Sopoćani | Югославия                            | 96 Архивная копия от 11 июля 2017 на Wayback Machine      | i, iii               |
| 40 |             | Древний город Чога-Занбиль Tchogha Zanbil | Иран                                 | 113 Архивировано 14 мая 2018 года.                        | iii, iv              |
| 42 |             | Фракийская гробница в городе Казанлык Thracian Tomb of Kazanlak | Болгария                             | 44 Архивная копия от 4 июля 2017 на Wayback Machine       | i, iii, iv           |
| 43 |             | Деревянная церковь в Урнесе Urnes Stave Church | Норвегия                             | 58 Архивная копия от 11 июля 2017 на Wayback Machine      | i, ii, iii           |
| 44 |             | Национальный парк Тикаль Tikal National Park | Гватемала                            | 64 Архивная копия от 24 декабря 2018 на Wayback Machine   | i, iii, iv, ix, x    |
| 45 |             | Церковь и холм в Везле́ Vézelay, Church and Hill | Франция                              | 84 Архивная копия от 11 июля 2017 на Wayback Machine      | i, vi                |
| 46 |             | Национальный парк Вирунга Virunga National Park | Заир                                 | 63 Архивная копия от 27 сентября 2018 на Wayback Machine  | vii, viii, x         |

## Объекты, внесённые в список всемирного наследия под угрозой уничтожения
| # | Изображение | Официальное название (на русском и английском языках)                                         | Местоположение | №                                                       | Дата включения |
| - | ----------- | --------------------------------------------------------------------------------------------- | -------------- | ------------------------------------------------------- | -------------- |
| 1 |             | Природный и культурно-исторический район Котор Natural and Culturo-Historical Region of Kotor | Югославия      | 125 Архивная копия от 2 октября 2017 на Wayback Machine | 1979           |